# 日石横浜ビル
日石横浜ビル（にっせきよこはまビル、英文名称: NISSEKI YOKOHAMA bldg. または New Japan Oil Building）は、神奈川県横浜市中区桜木町にある超高層ビル。

## 概要
当ビルはみなとみらい地区の30街区にある横浜銀行本店ビルの隣接地（同街区南区画）に1997年6月完成した。地上30階・地下2階、高さ133m。竣工当時は、当時の日本石油が三菱石油との合併前であったため、「新日石」ではなく「日石」の名を冠している。低層部にはENEOSのサービスステーション（Dr.Driveみなとみらい店、子会社のENEOSフロンティアが運営）やファミリーマート（旧：am/pm・8:00〜平日22:00、土日祝日21:00まで営業）、展示場面積400m2の日石横浜ホール、飲食店などが入居している。高層部はオフィスとなっており、最上階にはテナント専用のカフェテリア「ハーバービュークラブ」がある。
桜木町駅前へ伸びる動く歩道および、みなとみらい大通りを挟んだランドマークプラザとは3階のペデストリアンデッキで結ばれている。
当ビルは、1990年前後から現在に至る高層ビル施工を対象とした「全天候型ビル自動施工システム（建設用ロボットの研究開発、実現）」による好事例である。このシステムにより、特殊工程の自動化による重労働の軽減、天候に左右されない快適な環境での作業の実現、高所作業の低減、外周養生（作業足場兼用）による墜落や飛来・落下などの公衆・労働災害の撲滅を実現した。また、良好で安定した作業環境の確保により、またプレハブ化やユニット化の大幅な採用も相俟って、最高水準のビル品質を確保している。
2015年（平成27年）4月1日に、ジャパンエクセレント投資法人が245億円で取得している。なお、管理はENEOS不動産が実施している。

## テナント
1F
- ENEOS Dr.Driveみなとみらい店
- ワタベウェディング 横浜グランドプラザ
- ル・ヌアンズ みなとみらい店

3F
- 三條歯科

4F
- ファミリーマート MM日石ビル店
- ブラウ・ネイルパーティ

16F
- ヤマシンフィルタ本社

29F
- 横浜大星クリニック